# 53-й меридіан західної довготи
53-й меридіан західної довготи — лінія довготи, що лежить на 53 градуси західніше Гринвіцького меридіана. Вона проходить від Північного полюса через Північний Льодовитий океан, Гренландію, Північну Америку, Атлантичний океан, Південну Америку, Південний океан та Антарктиду до Південного полюса.
53-й меридіан західної довготи формує велике коло разом із 127-мим меридіаном східної довготи.
В Антарктиді меридіан визначає східну межу територіальних претензій Чилі і проходить через Британську антарктичну територію та Аргентинську Антарктиду. Він також визначає західну межу Бразильської Антарктики — неофіційних територіальних претензій Бразилії.

## Список географічних об'єктів, що перетинає 53° зх. д.
Починаючи на Північному полюсі та рухаючись до Південного полюса, 53-й меридіан західної довготи проходить через:
| Координати                                                 | Країна, територія або море | Примітки |
| ---------------------------------------------------------- | -------------------------- | --- |
| 90°0′ пн. ш. 53°0′ зх. д. / 90.000° пн. ш. 53.000° зх. д.  | Північний Льодовитий океан | |
| 83°38′ пн. ш. 53°0′ зх. д. / 83.633° пн. ш. 53.000° зх. д. | Море Лінкольна             | |
| 82°19′ пн. ш. 53°0′ зх. д. / 82.317° пн. ш. 53.000° зх. д. | Гренландія                 | Проходить через острів Гендрік |
| 82°5′ пн. ш. 53°0′ зх. д. / 82.083° пн. ш. 53.000° зх. д.  | Фьорд Святого Георгія[en]  | |
| 81°49′ пн. ш. 53°0′ зх. д. / 81.817° пн. ш. 53.000° зх. д. | Гренландія                 | Проходить через острови Гренландія, Кекертак[en] і Упернівік[en] |
| 71°9′ пн. ш. 53°0′ зх. д. / 71.150° пн. ш. 53.000° зх. д.  | Уумманнак-фіорд[en]        | |
| 70°46′ пн. ш. 53°0′ зх. д. / 70.767° пн. ш. 53.000° зх. д. | Гренландія                 | Проходить через півострів Нууссуак |
| 70°18′ пн. ш. 53°0′ зх. д. / 70.300° пн. ш. 53.000° зх. д. | Суллорсуак                 | |
| 70°5′ пн. ш. 53°0′ зх. д. / 70.083° пн. ш. 53.000° зх. д.  | Гренландія                 | Проходить через острів Діско |
| 69°20′ пн. ш. 53°0′ зх. д. / 69.333° пн. ш. 53.000° зх. д. | Затока Діско               | |
| 68°40′ пн. ш. 53°0′ зх. д. / 68.667° пн. ш. 53.000° зх. д. | Гренландія                 | Проходить через острови Гренландія, Саккарліуп-Нунаа, Аамат, Сермерсуут[en] і Маніїтсок[en]                                                                                         |
| 65°26′ пн. ш. 53°0′ зх. д. / 65.433° пн. ш. 53.000° зх. д. | Атлантичний океан          | Проходить східніше півострова Бонавіста[en] на острові Ньюфаундленд, Канада |
| 48°7′ пн. ш. 53°0′ зх. д. / 48.117° пн. ш. 53.000° зх. д.  | Канада                     | Ньюфаундленд і Лабрадор — проходить через півострів Бей-де-Верде[en] на острові Ньюфаундленд                                                                                        |
| 47°59′ пн. ш. 53°0′ зх. д. / 47.983° пн. ш. 53.000° зх. д. | Затока Консепшн[en]        | |
| 47°38′ пн. ш. 53°0′ зх. д. / 47.633° пн. ш. 53.000° зх. д. | Канада                     | Ньюфаундленд і Лабрадор — проходить через острів Белл[en] |
| 47°36′ пн. ш. 53°0′ зх. д. / 47.600° пн. ш. 53.000° зх. д. | Затока Консепшн[en]        | |
| 47°31′ пн. ш. 53°0′ зх. д. / 47.517° пн. ш. 53.000° зх. д. | Канада                     | Ньюфаундленд і Лабрадор — проходить через півострів Авалон[en] на острові Ньюфаундленд                                                                                              |
| 46°45′ пн. ш. 53°0′ зх. д. / 46.750° пн. ш. 53.000° зх. д. | Атлантичний океан          | |
| 5°28′ пн. ш. 53°0′ зх. д. / 5.467° пн. ш. 53.000° зх. д.   | Франція                    | Французька Гвіана |
| 2°10′ пн. ш. 53°0′ зх. д. / 2.167° пн. ш. 53.000° зх. д.   | Бразилія                   | Амапа Пара Мату-Гросу Гояс Мату-Гросу-ду-Сул Сан-Паулу Парана Санта-Катарина Ріу-Гранді-ду-Сул                                                                                      |
| 33°28′ пд. ш. 53°0′ зх. д. / 33.467° пд. ш. 53.000° зх. д. | Атлантичний океан          | |
| 60°0′ пд. ш. 53°0′ зх. д. / 60.000° пд. ш. 53.000° зх. д.  | Південний океан            | |
| 76°49′ пд. ш. 53°0′ зх. д. / 76.817° пд. ш. 53.000° зх. д. | Антарктида                 | Становить східну межу Чилійської Антарктиди (претендує Чилі) Проходить через Аргентинську Антарктиду та Британську Антарктичну Територію (претендують Аргентина та Велика Британія) |